# Musée du patrimoine bermudien de Saint George's
Le musée du patrimoine bermudien est un musée situé à Saint George's, dans les Bermudes.

## Historique et description
Ouvert en 1998, le musée retrace l’histoire de l’esclavage aux Bermudes et rend hommage aux réalisations sociales, culturelles et politiques des Noirs des Bermudes, depuis la pré-abolition de l'esclavage jusqu’à nos jours. Situé dans un bâtiment du XIXe siècle qui abritait autrefois un ordre de la Friendly Society - qui aidait les Noirs après l'abolition - le musée abrite de nombreux objets, photographies et installations commémorant des événements aussi importants que le Boycott du théâtre en 1959, qui a mis fin à la ségrégation aux Bermudes. Le musée, situé dans la ville de Saint George's, est également une étape de l'African Diaspora Heritage Trail, qui retrace l’héritage de l’esclavage aux Bermudes à travers l’île.